# Dactylokepon barbuladigitus
Dactylokepon barbuladigitus is een pissebed uit de familie Bopyridae. De wetenschappelijke naam van de soort is voor het eerst geldig gepubliceerd in 2007 door An, Yu & Williams.